# Holarrhena mitis
Holarrhena mitis är en oleanderväxtart som först beskrevs av Vahl, och fick sitt nu gällande namn av Robert Brown, Johann Jakob Roemer och Schult.. Holarrhena mitis ingår i släktet Holarrhena och familjen oleanderväxter. Inga underarter finns listade i Catalogue of Life.